# The Apostasy
The Apostasy es el nombre de un álbum de la banda Behemoth (1991-), lanzado en julio de 2007.
Según la información que aparece en el álbum, «apostasía» significa ‘dejar a un lado tus creencias, para (generalmente) tomar parte de las contrarias’. Para muchos de los fanes el álbum es diferente, pues no contiene la misma voz brutal que mantenía a través de Demigod. The Apostasy contiene coros que con influencias orientales y crean una nueva atmósfera en el género del blackened death metal. Es uno de los discos más premiados de la banda.

## Promoción y lanzamiento

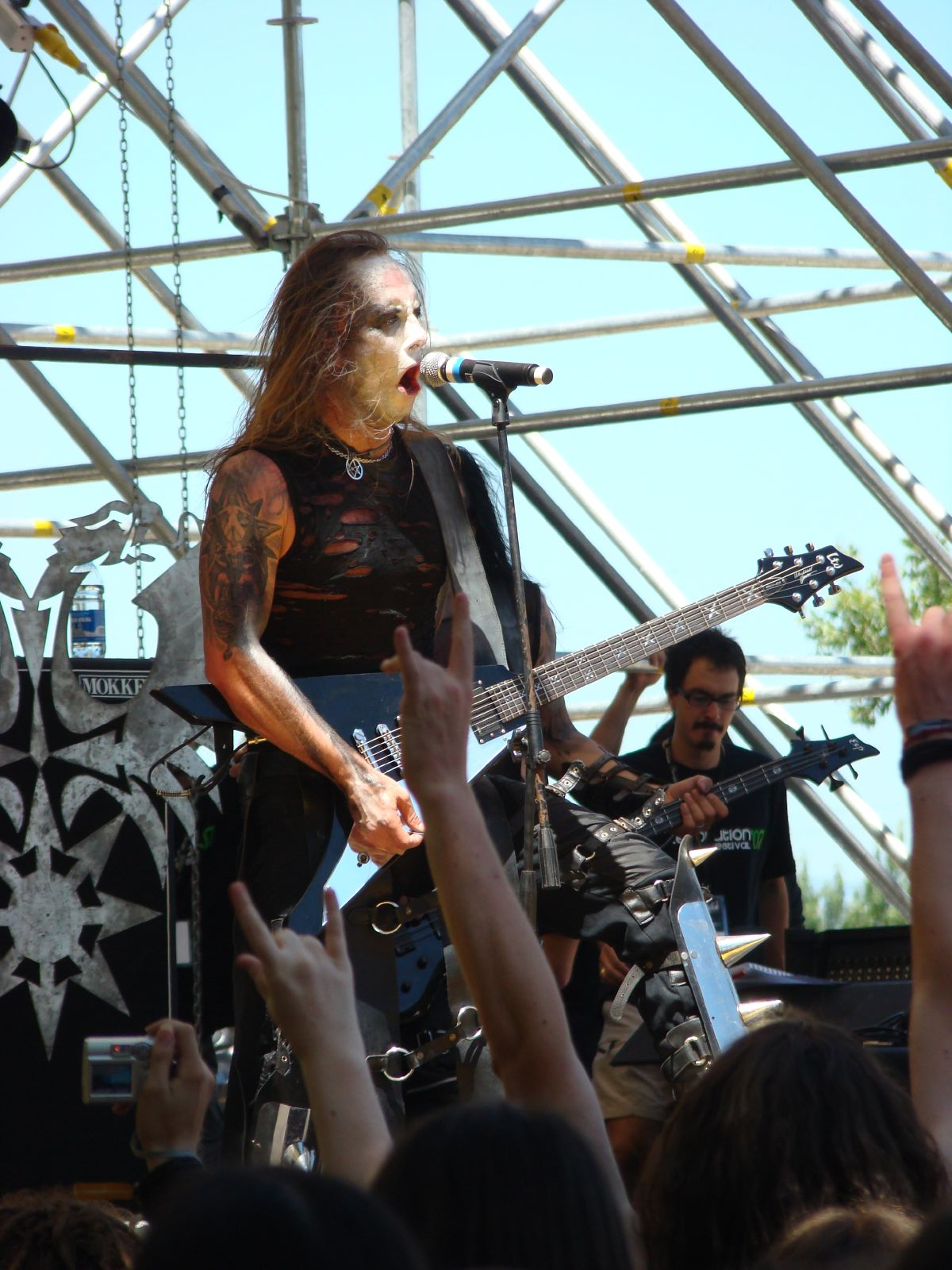
Adam Darski actuando en el Evolution festival en 2007.

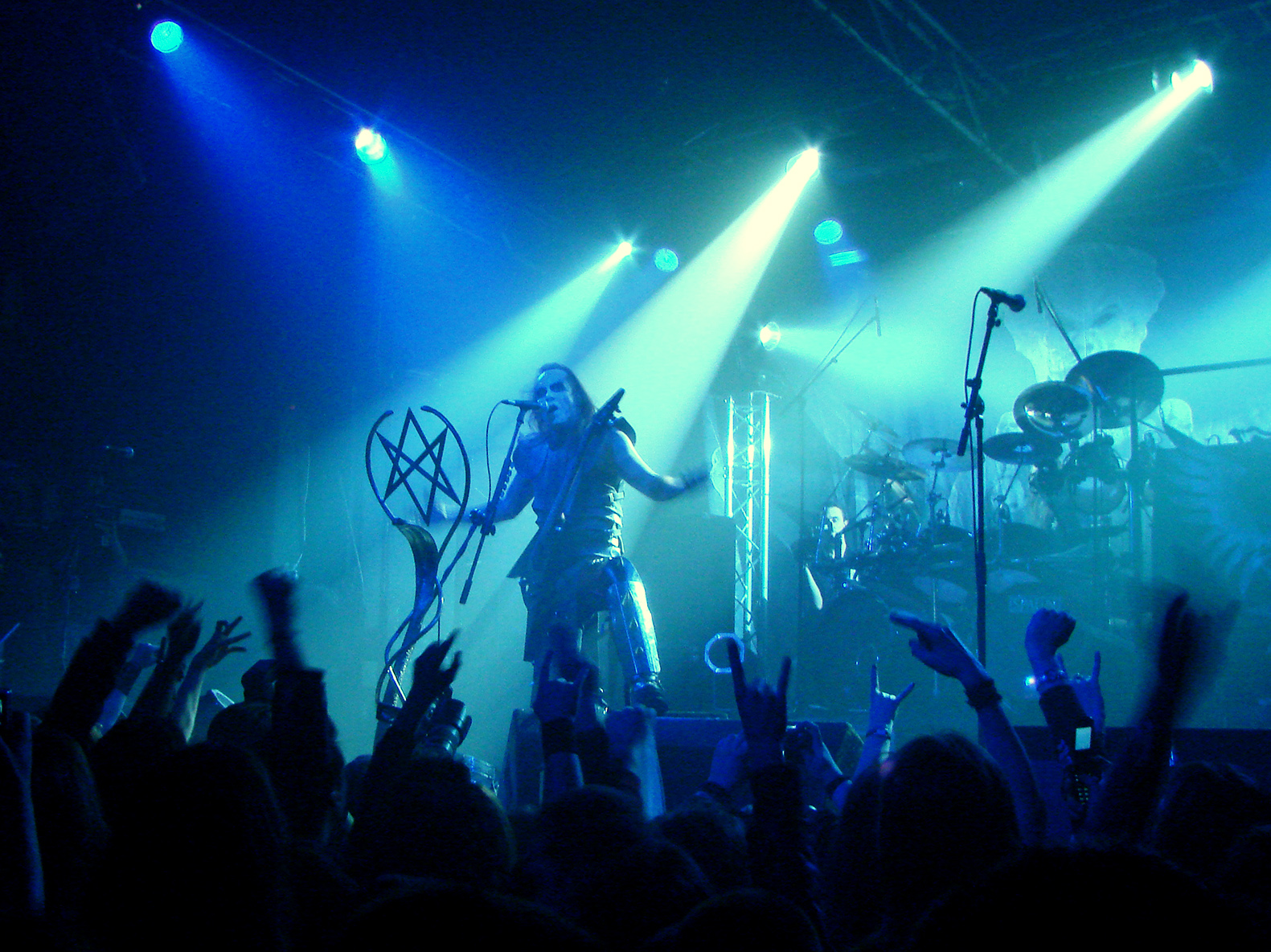
Behemoth actuando el 17 de febrero de 2007 en el club La Locomotive (París).

La publicación europea del CD sucedió el 2 de julio de 2007 por el sello discográfico Regain Records. En los Estados Unidos el álbum fue publicado el 17 de julio de 2007 a través de Century Media Records, mientras que en Polonia fue lanzado por Mystic Production. En 2008 roku el álbum fue reeditado, con un DVD adicional con grabaciones realizadas durante la grabación del disco. Darski tak podsumował gotowy materiał:
El 18 de julio de 2007 en Los Ángeles, la banda realizó su primer videoclip del álbum para la canción «Prometherion». En agosto, Behemoth participó en el festival itinerante Ozzfest en los Estados Unidos.
En 2007, para promocionar el álbum, se llevó a cabo en Polonia la gira Polish Apostasy 2007 Tour, que duró del 5 al 13 de septiembre, y en la que tuvieron como teloneros a Rootwater y Hatesphere.

## Lista de canciones
| The Apostasy |                               |                              |        |          |  |
| N.º          | Título                        | Letras                       | Música | Duración |  |
| 1.           | «Rome 64 C.E.»                |                              | Nergal | 1:25     |  |
| 2.           | «Slaying the Prophets ov Isa» | Nergal                       | Nergal | 3:23     |  |
| 3.           | «Prometherion»                | Nergal                       | Nergal | 3:03     |  |
| 4.           | «At the Left Hand ov God»     | Nergal y Krzysztof Azarewicz | Nergal | 4:58     |  |
| 5.           | «Kriegsphilosophie»           | Nergal                       | Nergal | 4:23     |  |
| 6.           | «Be Without Fear»             | Nergal                       | Nergal | 3:17     |  |
| 7.           | «Arcana Hereticae»            | Nergal y Krzysztof Azarewicz | Nergal | 2:58     |  |
| 8.           | «Libertheme»                  | Nergal                       | Nergal | 4:53     |  |
| 9.           | «Inner Sanctum»               | Nergal                       | Nergal | 5:01     |  |
| 10.          | «Pazuzu»                      | Nergal                       | Nergal | 2:36     |  |
| 11.          | «Christgrinding Avenue»       | Nergal                       | Nergal | 3:51     |  |
| 39:52        |                               |                              |        |          |  |

| DVD |                          |          |  |
| N.º | Título                   | Duración |  |
| 9.  | «Making of the Apostasy» | 25:28    |  |

## Explicación de los nombres de las canciones
- "Rome 64 C.E." – el Gran Incendio de Roma ocurrido en el año 64, en donde Pedro (y posiblemente otros apóstoles también), fueron presuntamente asesinados. Esto explica el nombre de la canción "Slaying the Prophets ov Isa".
- "Slaying the Prophets ov Isa" – Isa es el nombre árabe de Jesús.
- "Prometherion" es una composición de Prometeo (en griego antiguo Προμηθεύς, ‘previsión’, ‘prospección’) y theríon (θηρίον), que significa «bestia» en griego.
- "At the Left Hand ov God" se refiere al Camino de la Mano Izquierda.
- "Kriegsphilosophie", filosofía de la guerra en alemán.
- "Pazuzu" – Pazuzu era una criatura muy temida en la mitología mesopotámica; de deforme cabeza, alas de águila, afiladas garras de león en sus pies y cola de escorpión. Es la personificación del viento del suroeste, que trae consigo enfermedades.
- "Christgrinding Avenue" habla sobre la Vía Dolorosa y la crucifixión de Jesús.

## Posiciones en las listas
| Año  | Lista                              | Posición |
| ---- | ---------------------------------- | -------- |
| 2007 | Billboard Heatseekers              | 2        |
| 2007 | OLiS (Lista de álbumes de Polonia) | 9        |
| 2007 | Billboard Hard Rock Albums         | 24       |
| 2007 | Billboard 200                      | 149      |

## Créditos

### CD
Behemoth:

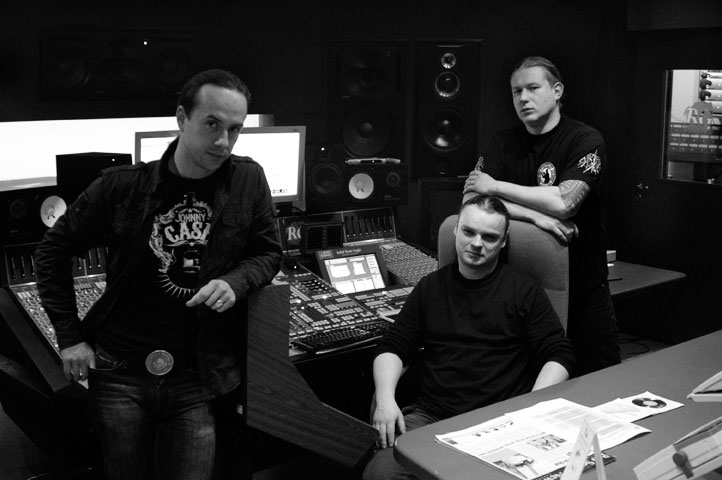
Adam Darski, Arkadiusz Malczewski y Zbigniew Promiński en los RG Studio en Gdańsku durante la grabación de The Apostasy.

- Adam "Nergal" Darski – voz principal, guitarra líder y rítmica, guitarra acústica, sintetizador, programación
- Tomasz "Orion" Wróblewski – bajo, coros
- Zbigniew Robert "Inferno" Promiński – percusión